# Kiajta
Kiajta (en ruso: Кя́хта) es una ciudad de Rusia perteneciente a la república de Buriatia. Está situada a orillas del río Kiajta y muy próxima a la frontera con Mongolia. Además de la ciudad de Kiajta, la ciudad también incluye Troitskosavsk, situada tres kilómetros al norte, y Ust-Kiajta, a 16 kilómetros.

## Historia
Kiajta fue fundada por Savva Raguzinsky como un lugar de comercio entre Rusia y el Imperio Qing en 1728. Kiajta se convirtió en la terminal oriental de la Gran Ruta de Siberia hacia Moscú, y prosperó gracias al comercio transfronterizo con Altanbulag que era entonces una ciudad comercial china llamada Maimachin.El comercio se basaba esencialmente  en trueque, con los comerciantes cruzando la frontera para hacer sus negocios.
La fundación de la ciudad fue acompañada de un tratado, uno de los primeros entre China y una nación occidental, el llamado tratado de Kiajta, que estableció los acuerdos comerciales y define la frontera entre Siberia y el Imperio Qing y los territorios de Mongolia y Manchuria.  
Como resultado de este acuerdo, Kiajta es un exclusivo punto de comercio en la frontera.
En esa época, los rusos vendían pieles, textiles, ropa, cuero, y ganado, mientras que los chino les vendían seda, algodón , té, frutas, porcelana, arroz, velas, ruibarbo, jengibre y almizcle.
Después de que en 1860 se abriera al comercio toda la frontera entre Rusia y China, Kiajta entró  en decadencia.
La ciudad se llamó Troitskosavsk durante la primera parte del siglo XX, pero volvió a llamarse Kiajta en 1935.
La ciudad se encuentra en la carretera que une Ulán-Ude con Ulán Bator. Se trata de un importante lugar comercial entre Rusia y Mongolia.

## Evolución demográfica
| 9,700                      | 10,300 | 15,000 | 18,300 | 18,841 |
| (Fuente: [cita requerida]) |        |        |        |        |

## Galería de imágenes

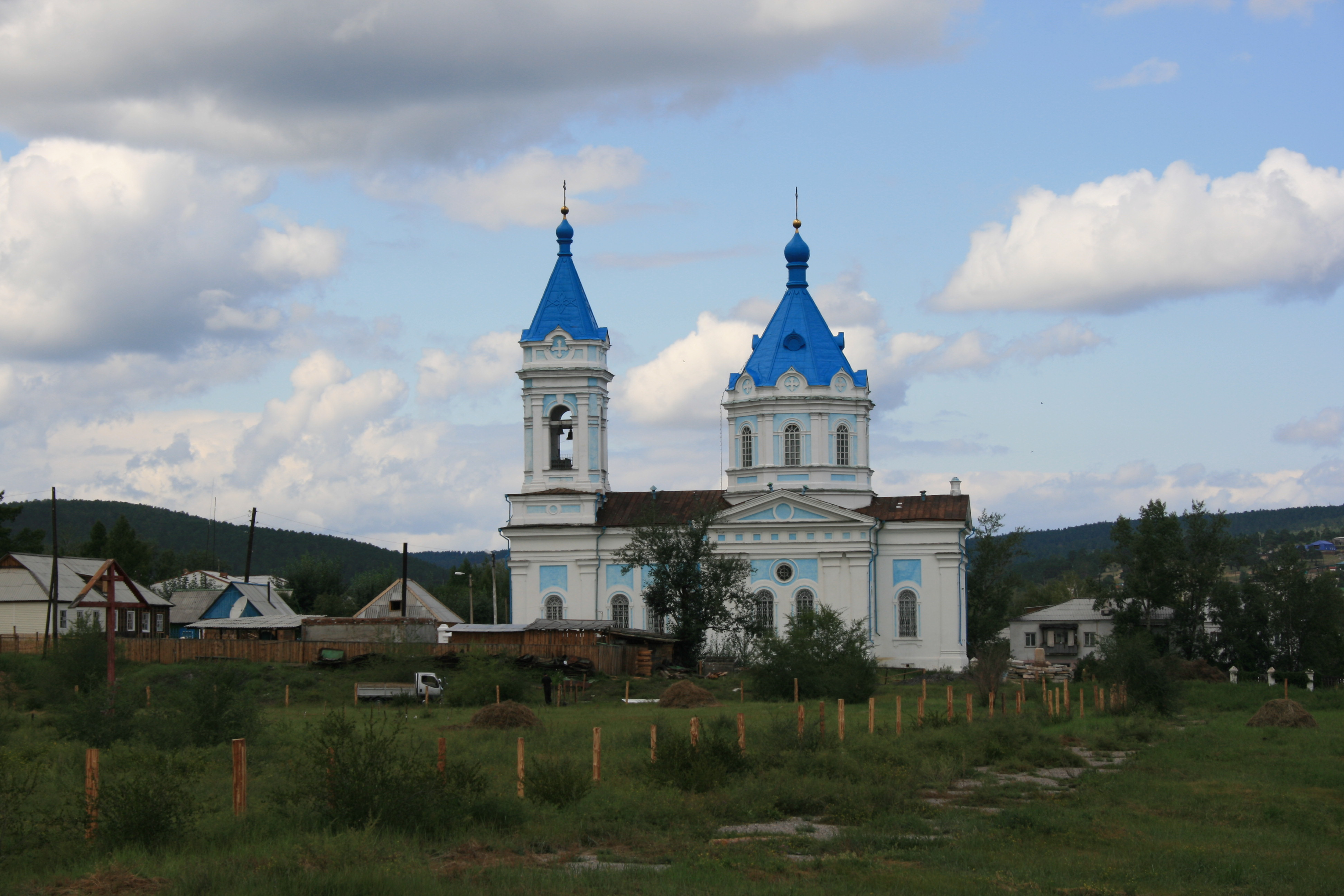
Iglesia de la Asunción  (construido en 1884—1888)
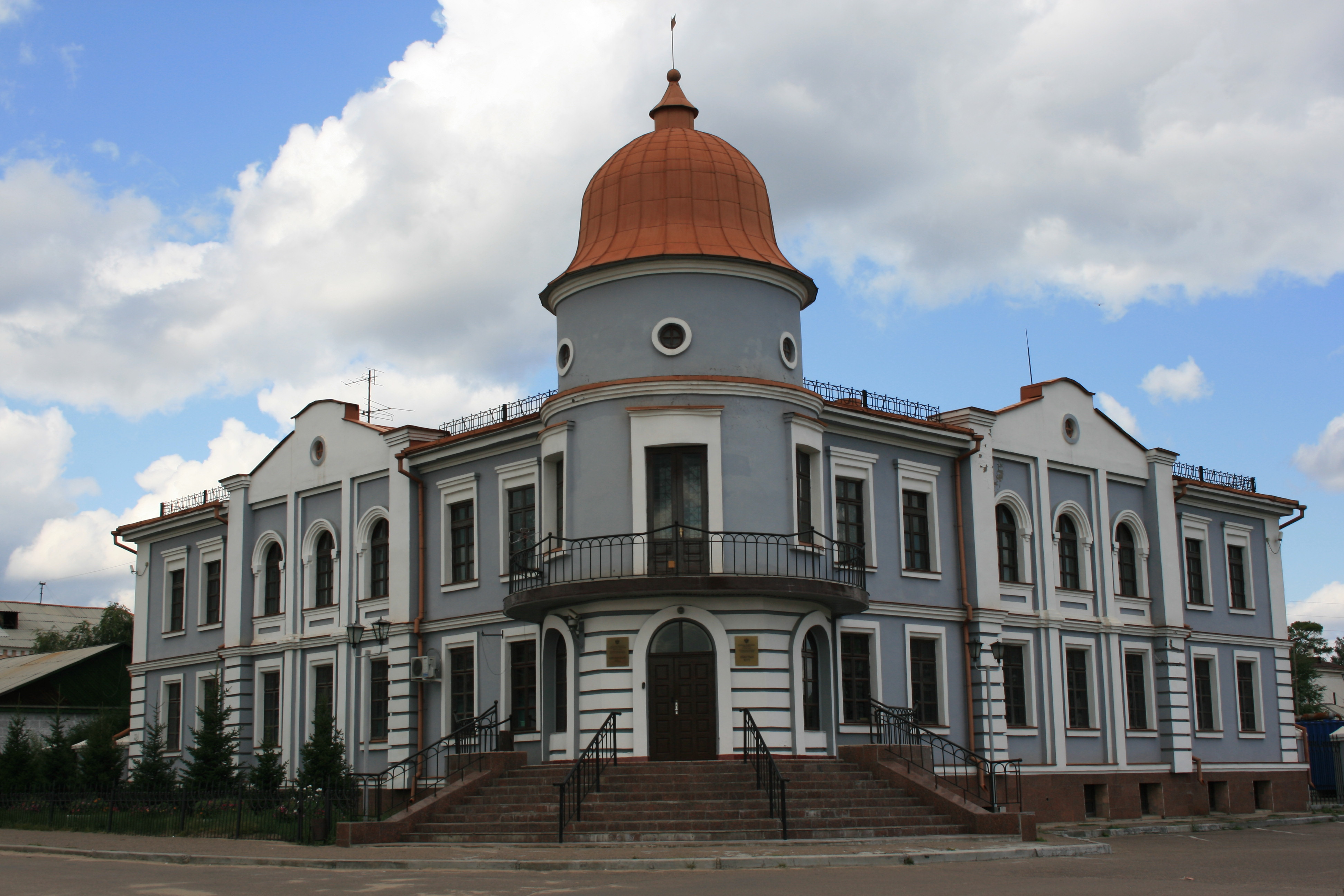
Edificio del Banco Kyahte
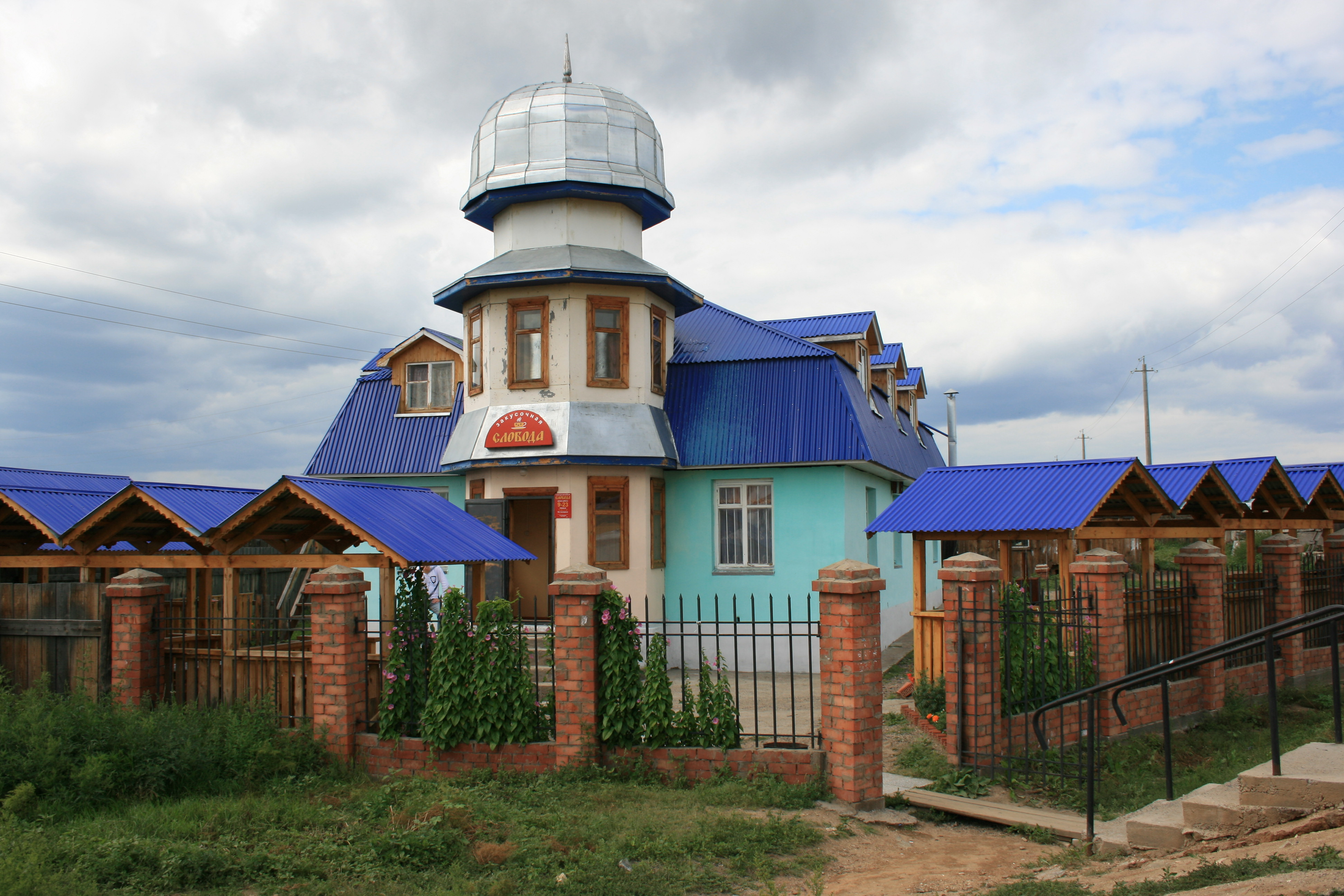
Kafe "Sloboda"
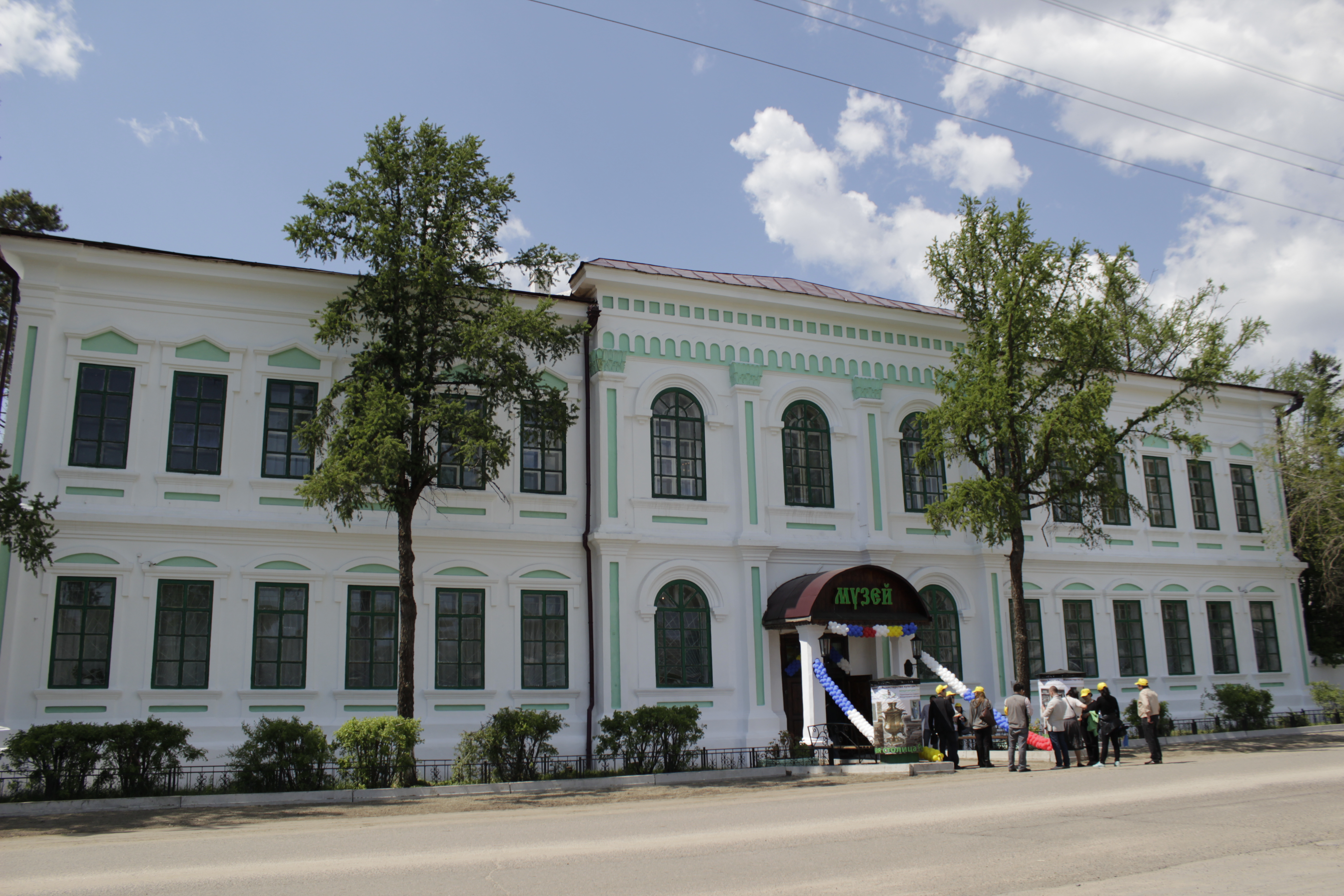
Museo de Historia

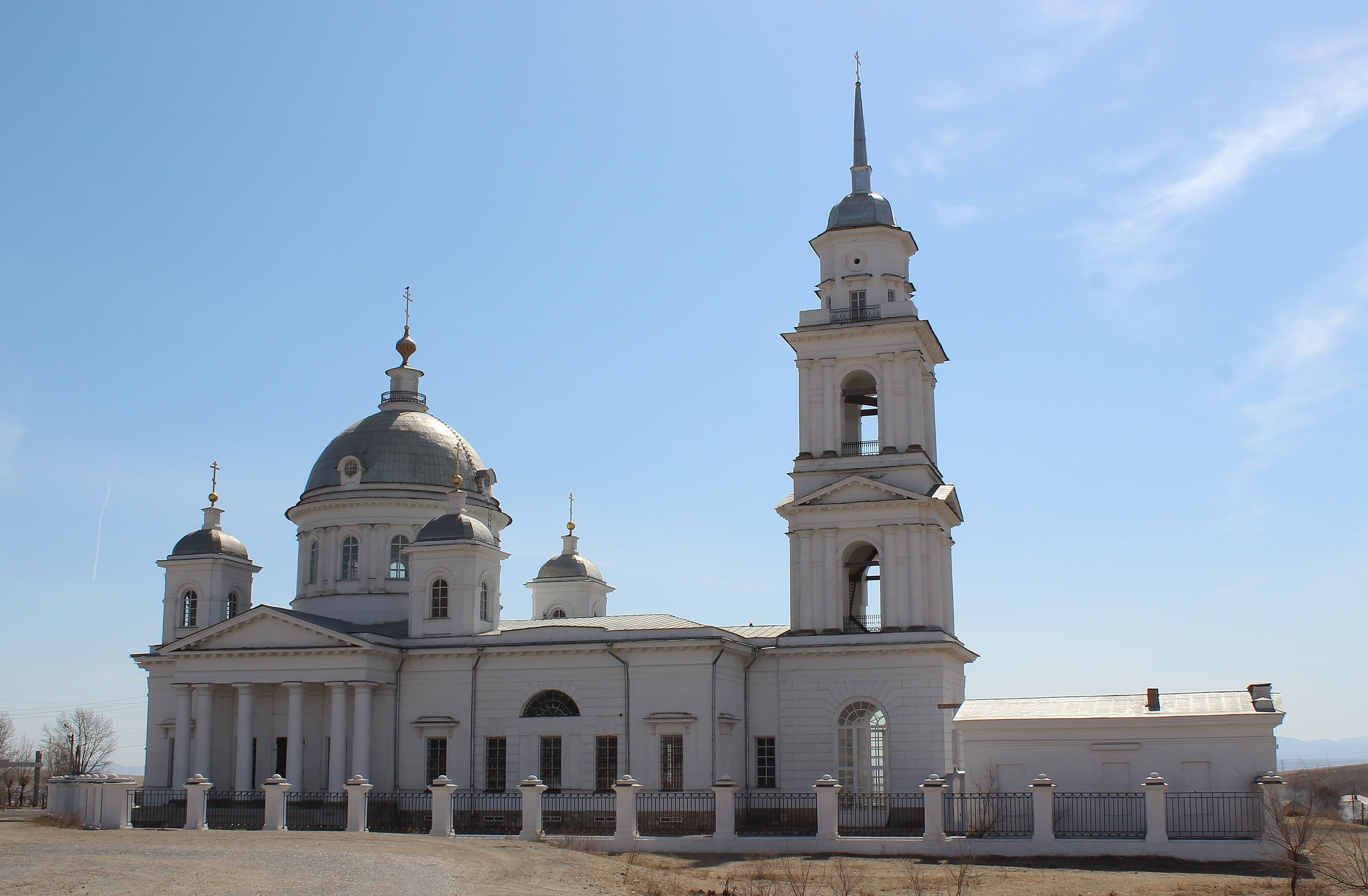
Iglesia de la Resurrección
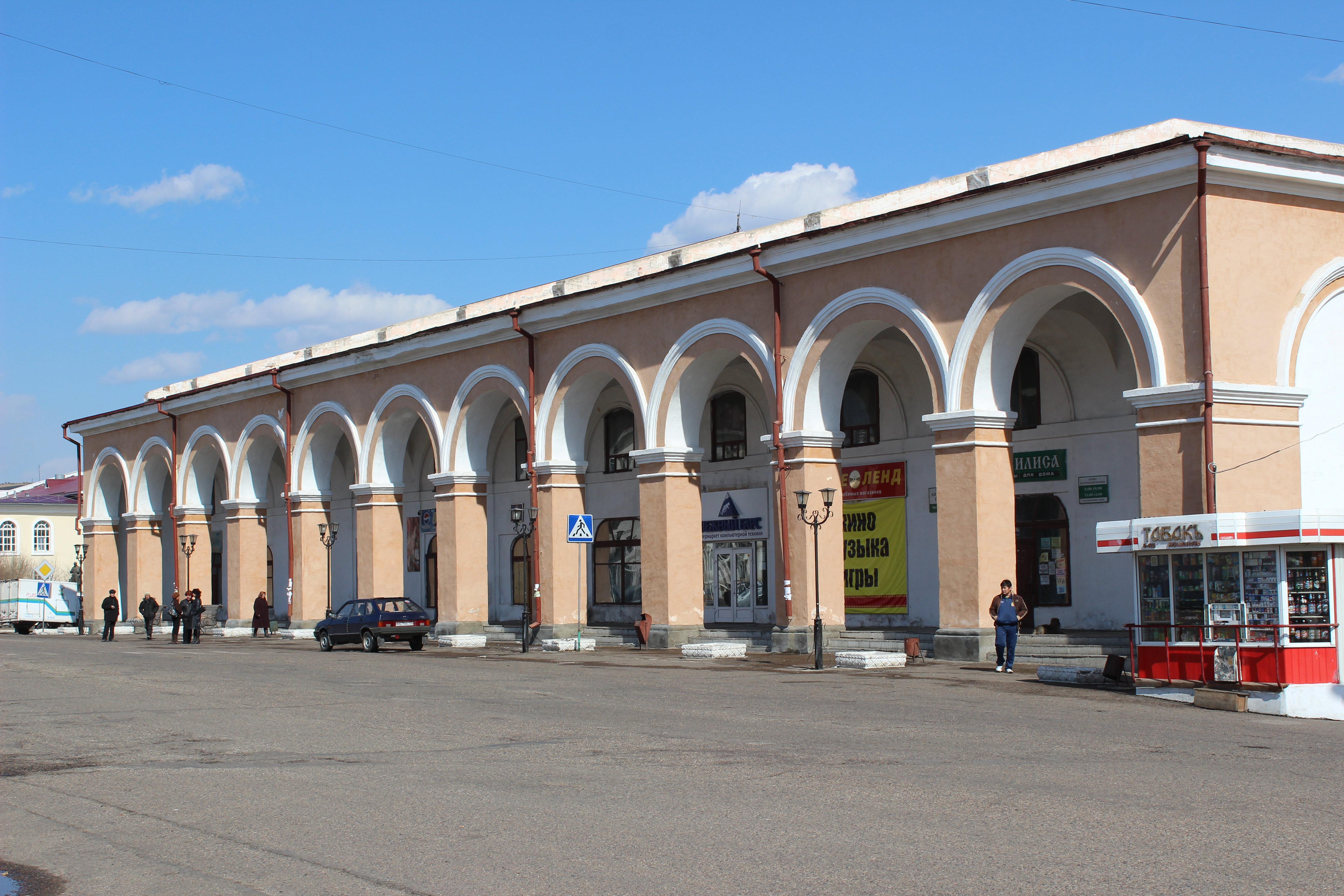
Гостиные ряды
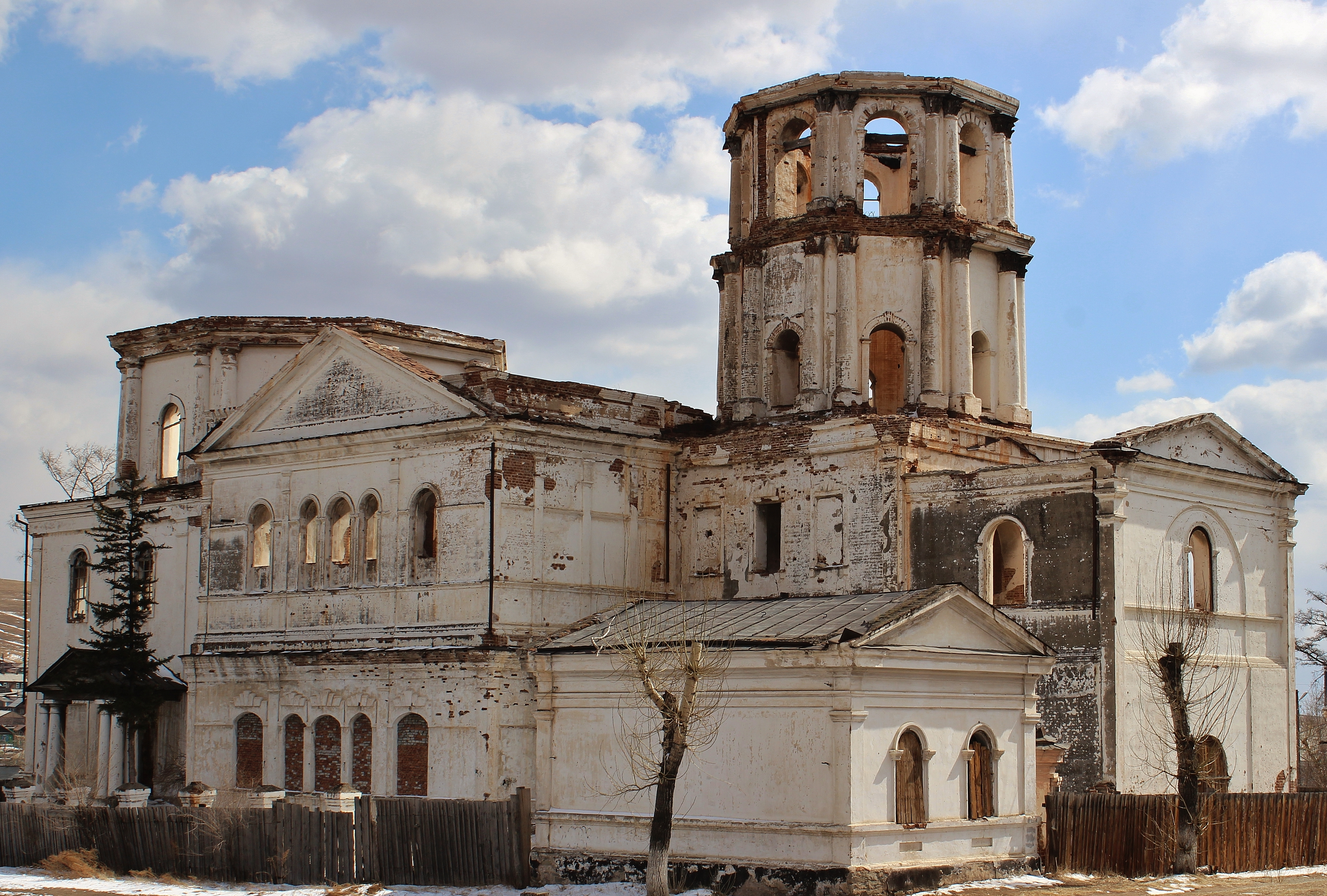
Catedral de la Trinidad

- Datos: Q156337
- Multimedia: Kyakhta / Q156337